# Clathromorphum parcum
Clathromorphum parcum (Setchell & Foslie) W.H. Adey, 1970  é o nome botânico  de uma espécie de algas vermelhas  pluricelulares do gênero Clathromorphum, subfamília Melobesioideae.
- São algas marinhas encontradas nos Estados Unidos da América (Califórnia, Oregon, Washington e Columbia Britânica).

## Sinonímia
- Lithothamnion parcum  Setchell & Foslie, 1907
- Polyporolithon parcum  (Setchell & Foslie) L.R. Mason, 1953